# Mel Nowell
Melvyn P. Nowell, detto Mel (Columbus, 27 dicembre 1939), è un ex cestista statunitense, professionista nella NBA e nella ABA.

## Carriera
È stato selezionato dai Chicago Zephyrs al dodicesimo giro del Draft NBA 1962 (90ª scelta assoluta).

## Palmarès
- Campione NCAA (1960)